# Bressler
Bressler es un lugar designado por el censo ubicado en el condado de Dauphin en el estado estadounidense de Pensilvania. En el año 2010 tenía una población de 1.437 habitantes y una densidad poblacional de 1.796,2 personas por km².

## Geografía
Bressler se encuentra ubicado en las coordenadas 40°14′00″N 76°49′6″O / 40.23333, -76.81833. Según la Oficina del Censo de los Estados Unidos, Bressler tiene una superficie total de 0,3 mi² (0,8 km²), de la cual 0,3 mi² (0,8 km²) corresponden a tierra firme y 0 mi² (0 km²) es agua.